# Pieter Omtzigt
Pieter Herman Omtzigt (L'Aia, 8 gennaio 1974) è un politico olandese membro della Camera dei rappresentanti dal 2003, tranne una breve interruzione tra giugno e ottobre 2010 È stato membro dell'Appello Cristiano Democratico (CDA), ma decise di uscirne nel 2021 e ha continuato a essere indipendente fino al 2023. Nell'agosto 2023 ha fondato un nuovo partito chiamato Nuovo Contratto Sociale, nome preso dal suo manifesto del 2021..
Nel suo lavoro politico, Omtzigt si concentra su questioni relative a tasse e pensioni. È diventato famoso per il suo ruolo nel portare l'attenzione sullo scandalo dei sussidi per l'infanzia che portò alla caduta del terzo Governo Rutte. Ad aprile 2025 ha annunciato che avrebbe lasciato la politica con effetto immediato per potersi concentrare meglio sulla ripresa dal suo esaurimento.

## Vita e formazione
Omtzigt è nato a L'Aia, Paesi Bassi nel 1974, così il suo gemello. Suo padre Jan Omtzigt (1939-2019) è stato un funzionario pubblico presso la società statale olandese di telecomunicazioni PTT e in seguito direttore di una casa di riposo cattolica romana a Zenderen. Quando aveva quattro anni, Omtzigt si trasferì con i suoi genitori e fratelli da Wassenaar a Borne. Ha frequentato il ginnasio a Hengelo.
Dal 1992 al 1996, Omtzigt ha studiato presso l'Università di Exeter, dove ha conseguito la laurea in Economia e Statistica negli studi europei. Nel frattempo, ha svolto un programma di scambio studentesco presso l'Università LUISS dal 1994 al 1995. Durante i suoi studi, Omtzigt è stato anche membro del consiglio direttivo del dipartimento giovanile del sindacato cristiano olandese CNV tra il 1991 e il 1993. Ha svolto il suo dottorato di ricerca presso l'Istituto Universitario Europeo, dove ha conseguito un dottorato in Economia nel 2003, con la tesi intitolata Essays in Cointegration Analysis. Omtzigt è stato ricercatore presso l'Università dell'Insubria dal 2000 al 2002. Dal 2002 è stato ricercatore post-dottorato presso il dipartimento di economia quantitativa dell'Università di Amsterdam.

## Carriera politica
In parlamento, Omtzigt attualmente fa parte delle commissioni per gli affari europei, gli affari esteri, l'edilizia abitativa e i servizi del Regno, gli affari sociali e l'occupazione, le finanze e la spesa pubblica. Dal 2017 è relatore del Parlamento sulla Brexit.
Dal 2019, Omtzigt, insieme al deputato Renske Leijten (SP), ha difeso i genitori colpiti nello scandalo degli assegni per l'infanzia in cui più di 20.000 famiglie hanno subito un torto quando hanno richiesto l'assegno per l'infanzia. Alla fine, i funzionari pubblici e gli (ex) ministri sono stati ascoltati dalla commissione parlamentare di interrogatorio sugli assegni per l’infanzia, che alla fine ha portato alla caduta del terzo gabinetto Rutte nel gennaio 2021.
Nel luglio 2020, Omtzigt è stato sconfitto dal vice primo ministro Hugo de Jonge in una votazione per la carica di leader di Appello Cristiano Democratico. Omtzigt è stato rieletto alle elezioni generali del 2021, ottenendo 342.472 voti di preferenza, più di qualsiasi altro leader non partitico. Dopo le elezioni, Omtzigt si è preso una pausa, lamentandosi dell'esaurimento. Nonostante il suo congedo, ha deciso di presenziare alla sua installazione il 31 marzo 2021.
Il 25 marzo 2021, è stato rivelato che note riservate della formazione del governo includevano, tra le altre cose, "posizione Omtzigt, funzione altrove" (in olandese "positie Omtzigt, functie elders"). Ciò ha provocato un acceso dibattito in parlamento e un vicolo cieco nella formazione del governo. Tra le continue notizie, Omtzigt ha preso un congedo formale di quattro mesi a partire dal 25 maggio. È stato temporaneamente sostituito come membro del parlamento da Henri Bontenbal.
Il 10 giugno 2021 è trapelata una nota di 78 pagine di Omtzigt, indirizzata alla commissione Spies del CDA, che analizzava i risultati delle elezioni parlamentari di marzo 2021. Omtzigt si è scagliato duramente contro il CDA, i dipendenti del gruppo e i parlamentari del CDA che non sono stati nominati e ha scritto che gli sarebbe stata promessa la guida del partito se Hugo de Jonge si fosse ritirato dalla carica di leader del partito. Dopo la partenza di De Jonge, tuttavia, la direzione del partito fu offerta a Wopke Hoekstra . Secondo Omtzigt ciò era completamente al di fuori del suo controllo. Secondo Omtzigt, i membri dei partiti politici e dei deputati lo hanno descritto come "psicopatico, malato, cane rabbioso, idiota, disturbato" e "instabile". Alcune di queste affermazioni sono state aggiunte al promemoria da Omtzigt in uno screenshot di WhatsApp. Due giorni dopo Omtzigt annunciò di aver lasciato il CDA e che, dopo il suo congedo, avrebbe continuato a fungere da deputato indipendente.

## Posizioni politiche
Omtzigt è stato a lungo considerato il rappresentante dell'ala euroscettica del CDA. È stato critico nei confronti delle politiche della Banca centrale europea e, nel 2020, ha spinto il suo partito a sostenere l’idea che i Paesi Bassi rinunciassero ai programmi UE indesiderati.
Durante la campagna per le elezioni generali olandesi del 2023, Omtzigt si è posizionato come un centrista: conservatore sull’immigrazione e sul cambiamento climatico, ma di sinistra sulla riduzione della povertà e sul miglioramento dell’assistenza sanitaria.

## Controversia
Nel 2017, i media nei Paesi Bassi hanno descritto come sono state diffuse notizie false sull'incidente del volo 17 della Malaysia Airlines con il supporto di Omtzigt che ha presentato un uomo russo come "testimone oculare" dell'incidente in un dibattito pubblico di esperti nel maggio 2017. L’uomo, che era un richiedente asilo ucraino, non ha mai assistito allo schianto, e il suo discorso, mandatogli via SMS da Omtzigt prima dell’intervista, ripeteva una delle versioni promosse dalla Russia dei jet Mig che abbattevano il Boeing. Poco dopo, i giornalisti hanno accertato che l'uomo non era a casa la notte dell'incidente ed era già stato interrogato dagli agenti che lo avevano escluso come testimone. Ha ammesso via Twitter di aver agito con negligenza e pochi giorni dopo si è dimesso dalla carica di portavoce di MH17.

## Vita privata
Omtzigt ha sposato Ayfer Koç nel 2009 e hanno due figli. È cattolico e afferma di ispirarsi alla dottrina sociale cattolica.